# جان كلود غودان
جان كلود غودان (بالفرنسية: Jean-Claude Gaudin) وُلد في مرسيليا في 8 أكتوبر 1939، سياسي فرنسي ووزير سابق بين سنتي 1995 و1997. تولى رئاسة بلدية مرسيليا خمس سنوات (1995-2000).